# Zona Especial de Conservación Río Miera

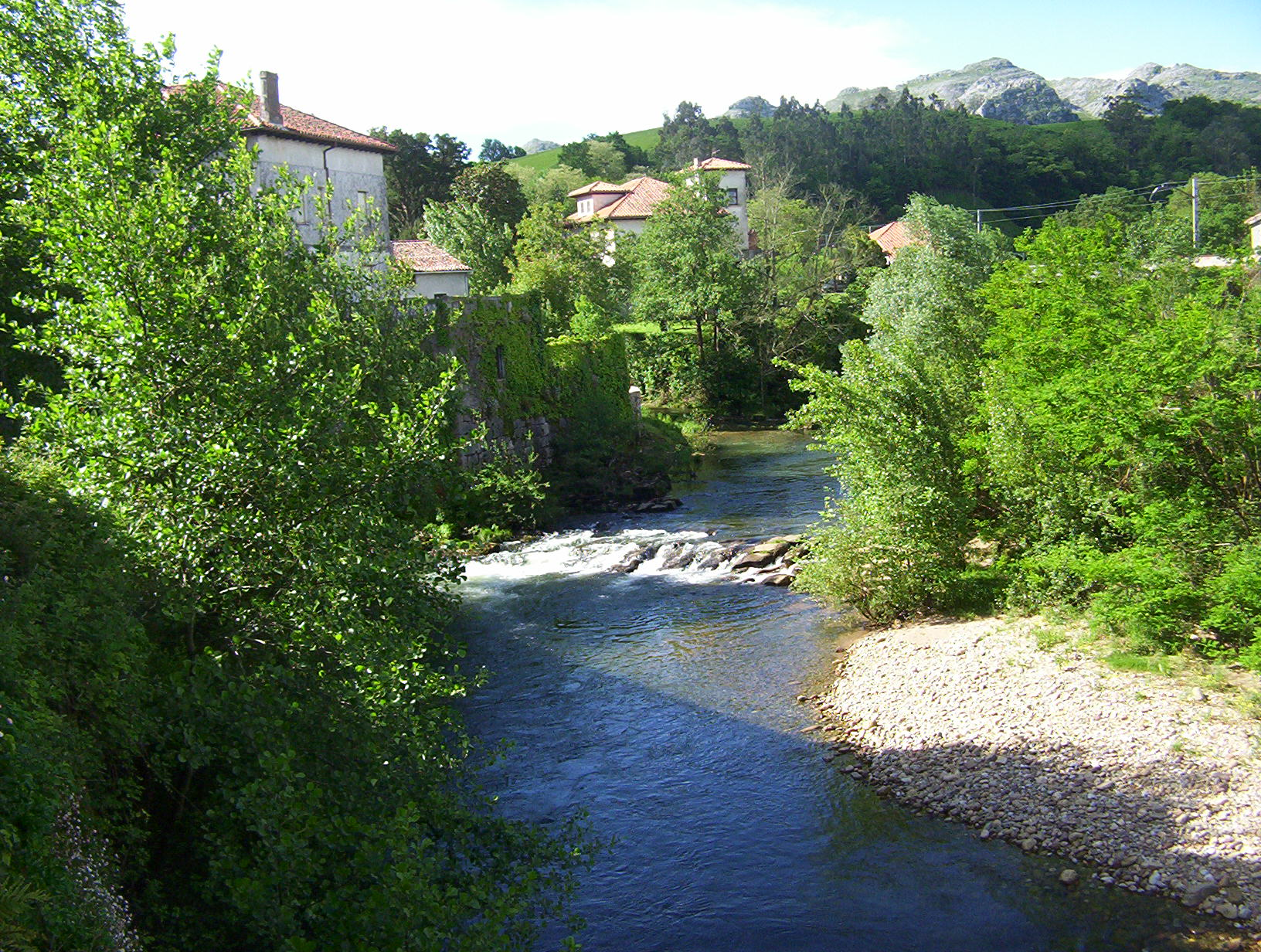
El río Miera a su paso por La Cavada (Cantabria, España).

La Zona Especial de Conservación Río Miera es un espacio protegido de Cantabria, en España, declarado Lugar de Importancia Comunitaria por decisión de la Comisión Europea de 7 de diciembre de 2004, designado posteriormente Zona Especial de Conservación mediante el Decreto 19/2017 del Consejo de Gobierno de Cantabria, e incluido en la Red de Espacios Naturales Protegidos de Cantabria por la Ley de Cantabria 4/2006, de 19 de mayo, de Conservación de la Naturaleza.
Desde su nacimiento, en el Portillo de Lunada, hasta su desembocadura en la Bahía de Santander el LIC ocupa una superficie de más de 395 ha, a través del río Miera, incluyendo territorio de los términos municipales de San Roque de Riomiera, Miera, Liérganes, Riotuerto, Ruesga, Soba, Entrambasaguas, Medio Cudeyo, Marina de Cudeyo, Solórzano y Ribamontán al Monte. 
Entre las especies más características presentes en este espacio destacan el salmón atlántico (Salmo salar), la madrilla (Chondrostoma miegii), el sábalo (Alosa alosa) o la reciente aparición de la nutria paleártica (Lutra lutra).